# اولگا سلیوساروا
اولگا سلیوساروا (روسی: Ольга Анатольевна Слюсарева؛ زادهٔ ۲۸ آوریل ۱۹۶۹) دوچرخه‌سوار اهل روسیه است.
وی همچنین برندهٔ جوایزی همچون نشان دوستی شده‌است.
وی در مسابقات کشوری و بین‌المللی در مجموع برندهٔ ۱ مدال طلا، ۱ مدال نقره، ۲ مدال برنز شده‌است.